# IC 2050
IC 2050 ist eine Balken-Spiralgalaxie vom Hubble-Typ SBb  im Sternbild Dorado am Südsternhimmel. Sie ist schätzungsweise 545 Millionen Lichtjahre von der Milchstraße entfernt und hat einen Durchmesser von etwa 180.000 Lj.

Im selben Himmelsareal befinden sich u. a. die Galaxien IC 2043 und IC 2052.
Das Objekt wurde am 7. Dezember 1899 von DeLisle Stewart entdeckt.